# Кизилсайський сільський округ (Коргалжинський район)
Кизилса́йський сільський округ (каз. Қызылсай ауылдық округі, рос. Кызылсайский сельский округ) — адміністративна одиниця у складі Коргалжинського району Акмолинської області Казахстану. Адміністративний центр — село Шалкар.
Населення — 463 особи (2021; 702 у 2009, 1238 у 1999, 1966 у 1989).
Станом на 1989 рік існувала Кизилсайська сільська рада (села Алмас, Каскатау, Ушсарт, Шалкар). Село Карасор ліквідовано 2001 року, село Алмас — 2019 року.

## Склад
До складу округу входять такі населені пункти:
| Населений пункт  | Населення, осіб (1989) | Населення, осіб (1999) | Населення, осіб (2009) | Населення, осіб (2021) |
| ---------------- | ---------------------- | ---------------------- | ---------------------- | ---------------------- |
| Карасор, село    | -                      | 0                      | -                      | -                      |
| Ушсарт, село     | 394                    | 282                    | 233                    | 143                    |
| Шалкар, село     | 1111                   | 867                    | 455                    | 310                    |
| --Алмас, село    | 193                    | 89                     | 14                     | -                      |
| --Каскатау, село | 268                    | 27                     | -                      | 10                     |